# Rejalgar
El rejalgar (del árabe hispánico ráhǧ alḡár, literalmente, 'polvo de la cueva') es un mineral del grupo II (sulfuros), según la clasificación de Strunz. Es un sulfuro de arsénico natural, aunque raro; forma granos y cristales bien moldeados, los cuales son entre rojo y anaranjado (rojo aurora) con brillo resinoso. Es similar al cinabrio, pero más suave y menos denso.
Se encuentra como mineral secundario junto con el oropimente amarillo, otro sulfuro de arsénico, en venas hidrotermales y depósitos de aguas termales. Aquí, el rejalgar (70% de arsénico) se produce por la descomposición de otros minerales de arsénico, como la arsenopirita. 
Es tóxico y se usó en la medicina medieval y fabricación de vidrio; hoy se usa en fuegos artificiales y pesticidas. Es soluble en soluciones de hidróxido de potasio.